# Sitios prehispánicos de Honduras
Los sitios prehispánicos de Honduras fueron los lugares ocupados durante la época precolombina del país. Una parte de las ciudades, pueblos, aldeas, villas, caseríos y cantones de Honduras tienen su origen en la época precolombina. Cada uno de los sitios precolombinos están clasificados por los periodos en que fueron construidos o en que fueron ocupados ,o en el tiempo que alcanzaron su mayor auge. Algunos lugares fueron ocupados durante el arcaico o en el preclásico, al final del periodo clásico o aparecieron en el año 600, algunos sitios del periodo postclásico aparecieron en el 700 o 900.

## Periodo Prearcaico, 11000 a 5000 aC
- Cuevas de Talgua en Catacamas, Olancho.

## Periodo Arcaico, 5000 a 1500 aC
- Los Naranjos

## Periodo preclásico, 1500 a.C. a 250 d.C.
- Ulúa-Yojoa (sitio arqueológico)
- Yarumela el Chilcal

## Periodo clásico, 250 a 900 d.C.
- Copán_(sitio_arqueológico)
- Tenampua
- El Puente (zona arqueológica)
- Currusté